# Dietiltriptamina
Dietiltriptamina ou N,N-dietiltriptamina, acreviada como DET e também conhecida como T-9, é uma droga psicodélica intimamente relacionada com a DMT e 4-HO-DET. No entanto, apesar da sua semelhança estrutural com a DMT é ativo por via oral em cerca de 50-100 mg, sem o auxílio de inibidores da MAO durando cerca de 2-4 horas.